# Bouillon écossais
Le bouillon écossais (Scotch broth en anglais) est une recette traditionnelle écossaise issue du pot-au-feu français.
Il s'agit d'une soupe à base d'orge dans laquelle sont cuits des morceaux de viande d'agneau ou de bœuf, accompagnés de légumes-racines (carottes, rutabagas ou navets) et de légumes secs (pois secs et lentilles rouges généralement). Du chou et des poireaux sont souvent ajoutés peu avant la fin de la cuisson afin qu'ils conservent leur texture, goût et couleur.